# Dienerella vincenti
Dienerella vincenti é uma espécie de insetos coleópteros polífagos pertencente à família Latridiidae.
A autoridade científica da espécie é Johnson, tendo sido descrita no ano de 2007.
Trata-se de uma espécie presente no território português.